# مازن السرساوي
هو أبو عبد الله مازن بن محمد السرساوي المصري محدث سلفي وأستاذ الحديث وعلومه في جامعة الأزهر.

## مولده ونشأته العلمية
ولد الشيخ بقرية بني عامر، مركز الزقازيق، محافظة الشرقية، بجمهورية مصر العربية .
حفظ القرآن الكريم وهو ابن إحدى عشرة سنة، وكرمه يومئذ رئيس الجمهورية في احتفال ليلة القدر، إذ كان من أوائل الجمهورية.
حصل على الشهادة الثانوية الأزهرية، وكان من العشرة الأوائل على مستوى الجمهورية .
قرأ القرآن الكريم بالقراءات العشرة الصغرى من طريق الشاطبية والدُّرَّة، وحصل على (( عالية القراءات)) من معهد قراءات الزقازيق عام 1996 م .
سجل بإذاعة القرآن الكريم بالقاهرة صغيرا، وكاد ينضم إلى صفوف قارئي القرآن فيها، ولكن شغله الله عز وجل عن ذلك بطلب الحديث الشريف، بسبب قراءته (( السلسلة الصحيحة)) لمحدث العصر العلامة الشيخ محمد ناصر الدين الألباني، برد الله مضجعه.
عني بشعر العرب، وحفظ كثيراً منه، لاسيما شعر المتنبي وشوقي، واهتم بالأدب أول أمره، فحصل على المركز الأول بالأزهر على مستوى الجمهورية في شعر الفصحى، عامين متتاليين في المرحلة الثانوية، ونشرت آنئذ بعض قصائده في عدد من الصحف المصرية، وأذيعت إحداها في إذاعة القرآن الكريم.
التحق بكلية أصول الدين والدعوة بالزقازيق، ثم تخصص في شعبة الحديث وعلومه، وكان تقديره –الذي لم يشاركه فيه أحد –في سنين الدراسة الأربع ((ممتاز مع مرتبة الشرف الأولى)) وكان الأول على الدفعة .
حصل على درجة (( الماجستير)) في الحديث وعلومه، بتقدير(( ممتاز ))وكان موضوعه : (( علل الحديث ومعرفة الرجال والتاريخ)) للإمام علي بن ألمديني، دراسة وتحقيق، وكان مشرفاه : فضيلة المحدث العلامة الأستاذ الدكتور: أحمد معبد عبد الكريم–أمتع الله به - ، وفضيلة الأستاذ الدكتور: محمد محمود أحمد هاشم–.
حصل درجة العالمية (( الدكتوراة )) في الحديث وعلومه، وكان موضوع أطروحته : (( تصرفات الرواة في متون الأحاديث النبوية)) دراسة وتحليل، وهو موضوع بكر، لم يطرق من قبل، ونال الشيخ مرتبة الشرف الأولى، وكان ذلك بإشراف فضيلة الشيخ المحدث العلامة الأستاذ الدكتور: أحمد معبد عبد الكريم–أمتع الله به - ، وفضيلة الأستاذ الدكتور: محمد محمود أحمد هاشم

## من شيوخه
في علم الحديث:
- العلامة المحدث الدكتور أحمد معبد عبد الكريم.
- العلامة المحدث الدكتور محمد محمود أبو هاشم.
- العلامة المحدث الشيخ أبو إسحاق الحويني.
- العلامة المحدث الشيخ محمد عمرو عبد اللطيف.
- العلامة المحدث الدكتور موسى شاهين لاشين.
- العلامة الشيخ محمد حسين يعقوب.

كما قرأ الشيخ القراءات على المشايخ علي البرعي ومحمد المتولي وصبحي حسين ومحمد رزق، وغيرهم من مشايخ معهد الزقازيق.
.

## من مؤلفاته
- كشف المكنون في الرد على هرمجدون.
- علل الحديث ومعرفة الرجال والتاريخ ـ لعلي بن المديني ـ دراسة وتحقيقاً.
- فضائل أمير المؤمنين معاوية ـ تحت الطبع
- تصرفات الرواة في متون الأحدايث النبوية ـ تحت الطبع
- معجم شيوخ العقيلي، والضعفاء للعقيلي ـ قيد الإنجاز.
- تحقيق كتاب الضعفاء للعقيلي في سبع مجلدات بتقديم المحدثين أحمد معبد وإبي إسحاق الحويني.
- تحقيق كتاب الكامل لابن عدي في أحد عشر مجلداً.
- تحقيق تدريب الراوي للسيوطي .
- تحقيق شرح مسلم للنووي بالاعتماد على ثلاثين مخطوطة للكتاب.

## النشاط العلمي والدعوي
قام بتدريس مواد الحديث وعلومه بكلية أصول الدين بجامعة الأزهر .
قام بوضع منهج (( مصطلح الحديث)) للفرقة الرابعة، وطلبة الماجستير، بالجامعة الأمريكية المفتوحة.
قام بتدريس الحديث وعلومه، بالمركز الثقافي التابع لوزارة الأوقاف، بمحافظة الشرقية.
قام بتدريس الحديث وعلومه والعقيدة الإسلامية والفقه والخطابة والثقافة الإسلامية وتاريخ الصحابيات، بمعاهد إعداد الدعاة التابعة للجمعية الشرعية، بمسجدي الاستقامة، والفتح بالجيزة، والتقوى بالمعتمدية، ومعهد العلمين بفيصل، وكثير من الدورات العلمية المتخصصة .
قام بالتدريس في الدورات التدريبية للأئمة والخطباء بمحافظة الشرقية، وكذلك في الدورات التدريبية لوعاظ الجمعية الشرعية بالجيزة .
عمل مشرفا علميا على (( قناة المجد العلمية)) بالقاهرة لمدة عامين.
قام بدور كبير بارز في خروج (( قناة المجد للحديث ))، حيث قام بإعداد مادتها العلمية كاملة ومراجعتها والإشراف التام عليها من الناحية العلمية، في الأشهر الخمسة الأولى من البث ( قرابة مائة برنامج، البرنامج ثلاثون حلقة، الحلقة تحتوي على متوسط خمسة أحاديث أو تقل ) بل كان يقوم بدور المنتج المنفذ في تلك الفترة من خلال (( مكتب الأزهر ))، ووضع منهج الإعداد العام لها .
قام بالإعداد والإشراف العلمي على (( قناة المجد للمعلومات ))أيام بثها، وحتى انقطاع البث .
قام بالإشراف على مكتب (( الأزهر )) للبحث العلمي والتحقيق بالقاهرة .

## وصلات خارجية
- صفحته على موقع طريق الإسلام